# Calippus
Calippus is een geslacht van uitgestorven paardachtigen uit het Mioceen en Plioceen van Noord-Amerika.

## Fossiele vondsten
Fossielen van Calippus zijn gevonden in de Verenigde Staten, Mexico, Honduras en Costa Rica.
In de Curré-formatie uit het Hemphillian in Costa Rica is C. hondurensis een van de drie paardensoorten waarvan fossielen, te weten kiezen, onderkaken en delen van de benen, zijn gevonden. De andere twee soorten zijn Dinohippus mexicanus en Protohippus gidleyi.

## Kenmerken
Calippus was een drietenig paard. Het formaat varieerde tussen de soorten. C. elachistus was negenenveertig kilogram zwaar en C. cerasinus honderdtwee kilogram. C. hondurensis was zo groot als een witstaarthert. Dit paard voedde zich met bladeren.